# Gelderse Broederstrijd

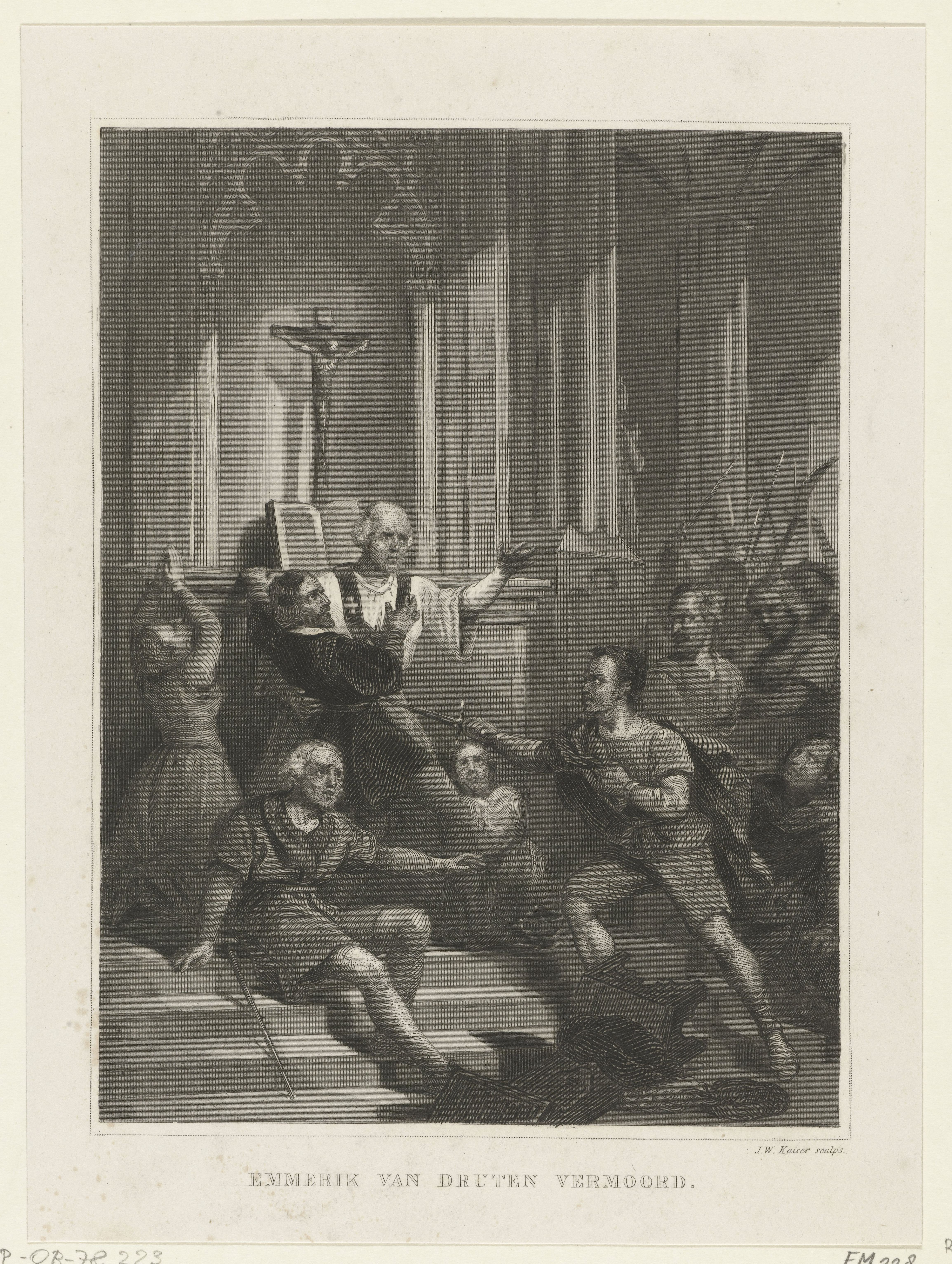
moord op Emmerik van Druten.

De Gelderse Broederstrijd (ook wel 'Broeder en burgertwist') was een elfjarige oorlog (1350-1361) gestart door Eduard van Gelre tegen zijn oudere broer Reinoud III van Gelre, over de erfopvolging van het hertogdom Gelre. Na overlijden van de vader van de broers, Reinald II, volgde Reinald III hem op 10-jarige leeftijd op. De feitelijke macht ligt in handen van de rijke Gelderse familie Van Heeckeren en men ging zich meer op Frankrijk richten in plaats van op Engeland en de Duitse prinsen. Als wapenstilstand wordt gesloten met het machtige Rooms-Katholieke Aartsbisdom Utrecht en dit bisdom in 1347 verschillende gebieden in Salland en Twente overneemt, ontstaat  onvrede onder de gegoede bevolking. Een rivaliserende familie, Van Bronkhorst, zet Eduard ertoe aan de hertogelijke macht op te eisen. In het machtsvacuüm dat ontstaat proberen ook de steden, zoals Venlo, meer rechten te krijgen. De strijd trekt door alle standen en het hele hertogdom. 
De oorlog werd op 23 mei 1361 (op Urbanusdag) beëindigd met de Slag bij Tiel waar Reinoud III van Gelre gevangen werd genomen.

## Achtergrond
Reinoud III en Eduard waren zoons van hertog Reinoud II van Gelre en Eleonora van Engeland. Eleonora werd tijdens haar huwelijk verstoten door Reinoud II, vanwege haar vermeende melaatsheid. De mare gaat dat zij op een dag haar man Reinoud II op het Valkhof in Nijmegen bezocht, zich ontkleedde om te tonen dat ze geen melaatse was, vervolgens zou ze voorspeld hebben dat haar man een vreemde dood zou sterven en hun zonen om de titel van hertog zouden strijden.
Dit alles kwam uit, maar zal niet de ware reden zijn geweest voor deze oorlog. Rond 1350 kwamen de diverse partijstrijden bovendrijven, gedeeltelijk zou dit gekomen zijn door de steden die veel bestuursrechten kenden en partijdigheid vormden. In Holland en Zeeland werd deze partijstrijd de Hoekse en Kabeljauwse twisten genoemd, In Gelre zou het vernoemd worden naar twee riddergeslachten die elkaar haatten de Bronkhorsten en de Heeckerens. De strijd zou begonnen zijn nadat de heer van Bronkhorst bezittingen van de Heeckerens in het Oversticht in brand had gestoken.

## Verloop
Rond 1349-1350 zoekt Reinoud III steun bij de Heeckerens omdat hij te veel onder de invloed van de Bronkhorsten staat. Tegelijk zoekt zijn jongere broer Eduard naar middelen om eigen grondgebied te vergaren, hij krijgt de steun van de Bronkhorsten; het gevolg is een broederstrijd.
- Op 16 april 1350 wordt Nijmegen ingenomen door Reinoud III en zijn gevolg, de stad had eerder de kant van Eduard gekozen.

- Op 24 augustus 1350 wordt Tiel ingenomen door Reinoud III, hij geeft het bevel om de Sint-Walburgiskerk in brand te steken, 145 burgers die bescherming zochten binnen de kerk, kwamen om het leven.[5].

- In 1351 wordt het kasteel van Bronkhorst een aantal maanden belegerd door Reinoud III en de Van Heeckerens, maar zij veroveren het kasteel niet.

- In 1352 wordt er een vredesbestand met verdrag gesloten tussen de broers. Bij dit bestand krijgt Eduard voor drie jaar (1352-55) het bezit van Roermond en het 'Land van Kessel', en daarnaast wordt vastgelegd dat Eduard de eerste opvolger van zijn moeder Eleonora zal worden als 'Heer van de Veluwe'[6].

- In 1354 wordt de strijd weer opgepakt. Eduard verovert met de steun van de stad Nijmegen enkele kastelen in de Betuwe en de Gelderse vallei, waaronder Kasteel Doornik. Reinoud III verovert de steden Arnhem, Doesburg, Tiel en Venlo. Reinoud III geeft dan de boeren op de Veluwe bepaalde privileges en meer vrijheden, maar dit is tegen de zin van de Veluwse adel, die zich achter Eduard schaart. Dit conflict mondt uit in de Slag op de Vrijenberg op 19 juni 1354 waar de boeren verslagen worden.

- Op Pinksterdag 1354 wordt de van partij gewisselde Emmerik van Druten tijdens een kerkdienst vermoord door aanhangers van Reinoud III van Gelre.

- Op 15 maart 1355 wordt Arnhem veroverd door de aanhang van Eduard. Op 22 april 1355 overlijdt de moeder van de twee mannen, Eleonora van Engeland op 37-jarige leeftijd in Deventer.

- In 1356 wordt er een nieuwe verzoening en bestand gesloten door de broers. In het bestand wordt besloten dat Eduard het bestuur over Gelre zal krijgen en Reinoud III het vruchtgebruik over enkele gebieden.

- In 1361 doet Reinoud III weer een poging om aan de macht te komen. Hij belegert Tiel opnieuw, maar wordt bij een stadsuitbraak door zijn broer verslagen, wat het einde van deze oorlog betekent.

## Nasleep
Reinoud III werd van 1361 tot 1366 opgesloten in Kasteel Rosendael en van 1366 tot 1371 opgesloten op Kasteel Nijenbeek. Eduard bestuurde Gelre van 1361 tot 1371 zelfstandig, totdat hij overleed met de Slag bij Baesweiler in 1371. Reinoud III werd vrijgelaten omdat Eduard geen opvolgers had, echter overleed Reinoud drie maanden later. 

### Eerste Gelderse Successieoorlog
De erfopvolging werd betwist door de twee halfzusters van de broers uit het eerste huwelijk van hun vader: Mechteld die na drie huwelijken kinderloos was, en Maria die gehuwd was met hertog Willem II van Gulik (1361-1393) en aanspraak maakte ten gunste van hun toen achtjarige zoon Willem III. Dit leidde tot de eerste Gelderse successieoorlog. Deze strijd werd gewonnen door Maria van Gelre, die haar zoon Willem als Gelre'se troonopvolger aanwees.